# Galàxia nana blava compacta

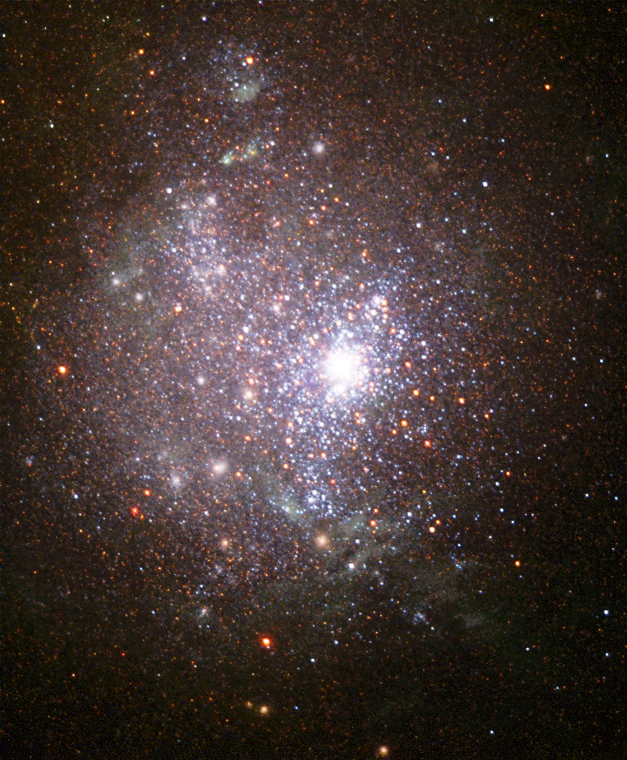
NGC 1705, un exemple proper de galàxia nana blava compacta. Imatge del Telescopi espacial Hubble.

Una galàxia blava nana compacta és una petita galàxia que conté un subgrup de galàxies de baixa lluminositat, grans cúmuls d'estels massius calents i joves, que mantenen episodis de formació estel·lar forts però de curta durada. Aquests estels fan que la galàxia es vegi de color blau. Com existeixen principalment en cúmuls, les galàxies nanes blaves compactes no tenen una forma uniforme.
Aquestes galàxies tenen un consum de gas intens que provoca que els estels es formin de manera violenta.
Les galàxies nanes blaves compactes es refreden mentre es formen nous estels. A causa del fet que aquestes galàxies estan compostes de molts estels, formats en diferents períodes. Perquè la galàxia tingui temps per refredar-se i poder generar nova energia per formar un nou estel.
De fet, la galàxia, no és blava sinó que hi ha un munt d'estels de diferents colors, el que causa que la galàxia sembli blava és la quantitat d'energia que allibera tan ràpidament. Aquesta energia és tan calenta que emet una espurna que es veu de color blau des de la llunyania. La forma de la galàxia blava compacta canvia la seva forma amb el pas del temps degut al procés de formació estel·lar que es produeix en el seu si.
Alguns exemples propers són NGC 1705, NGC 2915 i NGC 3353.